# John Gauden
John Gauden est un évêque et théologien, né en 1603 dans le comté d’Essex et mort en 1662. 

## Biographie
Au commencement des guerres civiles, étant chapelain de lord Warwick, il parut se prononcer en faveur du parlement, mais protesta bientôt contre le jugement du roi et publia, quelques jours après son exécution (1649), l’Éikôn basiliké ou Portrait du roi dans sa solitude et ses souffrances. Cet ouvrage était attribué à Charles Ier lui-même, et il n’eut pas moins de dix-sept éditions en quelques mois. Il paraît certain que Gauden posséda un manuscrit du roi ; mais il est absolument impossible de savoir jusqu’à quel point il l’avait remanié. 
Après la restauration, il fut successivement évêque d’Exeter, puis de Worcester. On a de lui divers écrits
théologiques.

## Source
« John Gauden », dans Pierre Larousse, Grand dictionnaire universel du XIXe siècle, Paris, Administration du grand dictionnaire universel, 15 vol., 1863-1890 [détail des éditions].